# Брейкинг на Европейских играх 2023
Брейкинг на Европейских играх 2023 года — соревнования по брейкингу на Европейских играх 2023 состоялись в городе Новы-Сонч в Польше с 26 по 27 июня на площадках спортивного комплекса. Разыграно 2 комплекта наград. В соревнованиях приняли участие 32 спортсмена из 15 стран Европы.

## Календарь
| ЦО | Церемония открытия | 2 | Финалы соревнований | ЦЗ | Церемония закрытия |

| Июнь-Июль | Июнь-Июль | 21 Ср | 22 Чт | 23 Пт | 24 Сб | 25 Вс | 26 Пн | 27 Вт | 28 Ср | 29 Чт | 30 Пт | 1 Сб | 2 Вс | Медали |
| --------- | --------- | ----- | ----- | ----- | ----- | ----- | ----- | ----- | ----- | ----- | ----- | ---- | ---- | ------ |
| Брейкинг  | Брейкинг  |       |       |       |       |       | ●     | 2     |       |       |       |      |      | 2      |

### Медалисты
| Категория | Золото           | Серебро          | Бронза          |
| Би-бои    | Дани Франция     | Менно Нидерланды | Лил Зоо Австрия |
| Би-гёрлз  | Индия Нидерланды | Стефани Украина  | Ника Литва      |

### Общий зачёт
*   Принимающая страна (Польша)
| Место          | Страна         | Золото | Серебро | Бронза | Всего |
| -------------- | -------------- | ------ | ------- | ------ | ----- |
| 1              | Нидерланды     | 1      | 1       | 0      | 2     |
| 2              | Франция        | 1      | 0       | 0      | 1     |
| 3              | Украина        | 0      | 1       | 0      | 1     |
| 4              | Австрия        | 0      | 0       | 1      | 1     |
| 4              | Литва          | 0      | 0       | 1      | 1     |
| Всего стран: 5 | Всего стран: 5 | 2      | 2       | 2      | 6     |